# Palicha

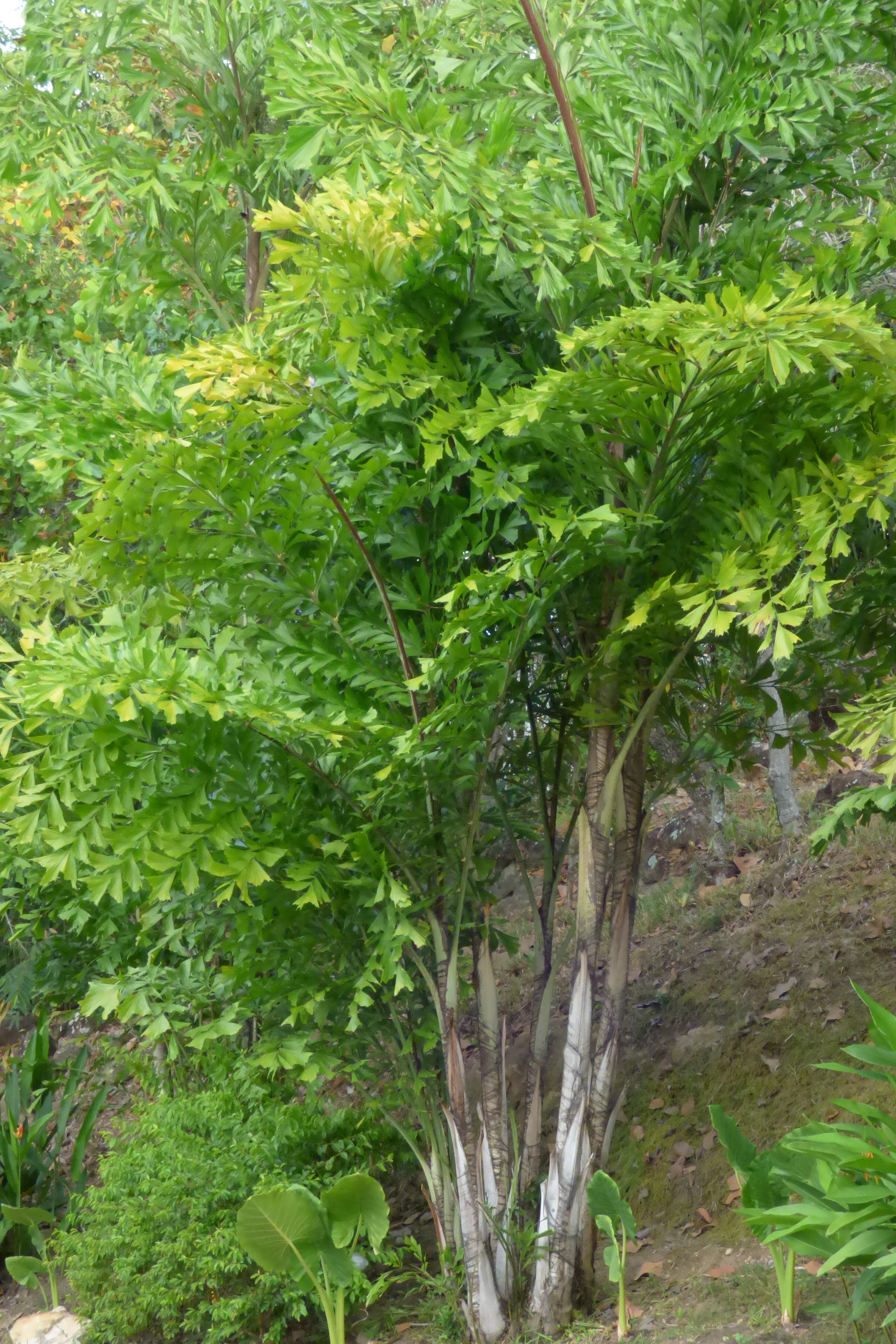
Palicha jemná (Caryota mitis)

Palicha (Caryota) je rod palem specifického vzhledu. Od všech ostatních palem se odlišují dvakrát zpeřenými listy. Květy jsou uspořádané v bohatých převislých květenstvích. Plody jsou drobné, kulovité, bez pecky. Po jejich dozrání kmen odumírá.
Rod zahrnuje 14 druhů a je rozšířen v tropické Asii s přesahem do Tichomoří a severovýchodní Austrálie. Palichy mají různorodé využití, ze šťávy je získáván cukr, dřeň kmene poskytuje škrob, využití mají i pevná vlákna z obalu kmene a dřevo. V tropech se vysazují jako okrasné palmy. Plody jsou nepoživatelné a jedovaté, s dráždivým účinkem způsobujícím zánětlivou reakci.

## Popis
Palichy jsou jednodomé, beztrnné, nízké až velmi vysoké palmy s jednotlivými až mnohočetnými, válcovitými nebo ztlustlými kmeny a zpravidla s protáhlou korunou. Některé druhy dosahují výšky až 35 metrů. Kmen se vyznačuje prodlouženými internodii, zprvu bývá obalený vláknitými listovými bázemi a pochvami, které později opadávají a odhalují holý kmen se zřetelnými kruhovitými jizvami po opadlých listech.
Listy jsou dvakrát zpeřené, krátce až dlouze řapíkaté, rozptýlené na stonku nebo nahloučené do vrcholové koruny. Jednotlivé segmenty listů mají tvar rybího ocasu nebo jsou vějířovité či klínovité. Na řezu jsou induplikátní.
Květenství jsou oboupohlavná, zpravidla jednoduše větvená na množství klasovitých segmentů (výjimečně vícenásobně větvená nebo naopak jednoduše klasovitá), převislá, vyrůstající jednotlivě na listových nodech.
Květy jsou pravidelné a jednopohlavné, s trojčetným kožovitým kalichem a korunou, v rámci segmentů květenství po třech (v triádách). Samčí květy obsahují 6 až mnoho tyčinek s krátkými nitkami. V samičích květech je okrouhlý až lehce trojhranný semeník srostlý ze 3 plodolistů a obsahující 1 nebo 2 fertilní komůrky, v nichž je po 1 vajíčku. Na vrcholu semeníku je trojlaločná blizna.
Plody jsou oranžové, červené nebo purpurové, středně velké, víceméně kulovité, na vrcholu nesoucí zbytky vytrvalých blizen. Obsahují 1 nebo 2 semena obklopená dužninou (mezokarpem). Tvrdá pecka (endokarp) chybí. Endosperm je ruminátní nebo řidčeji homogenní.

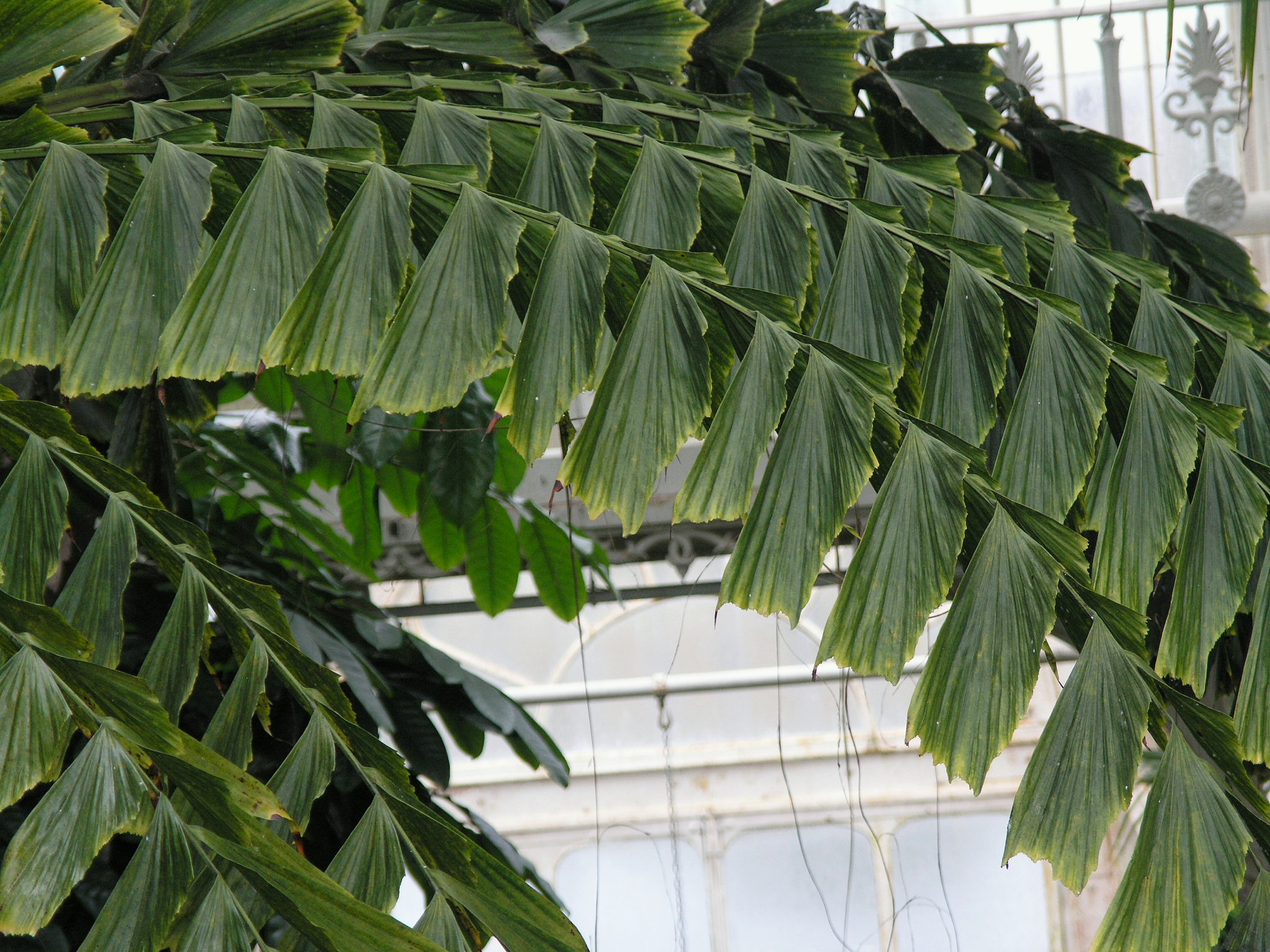
Část listu palichy jemné
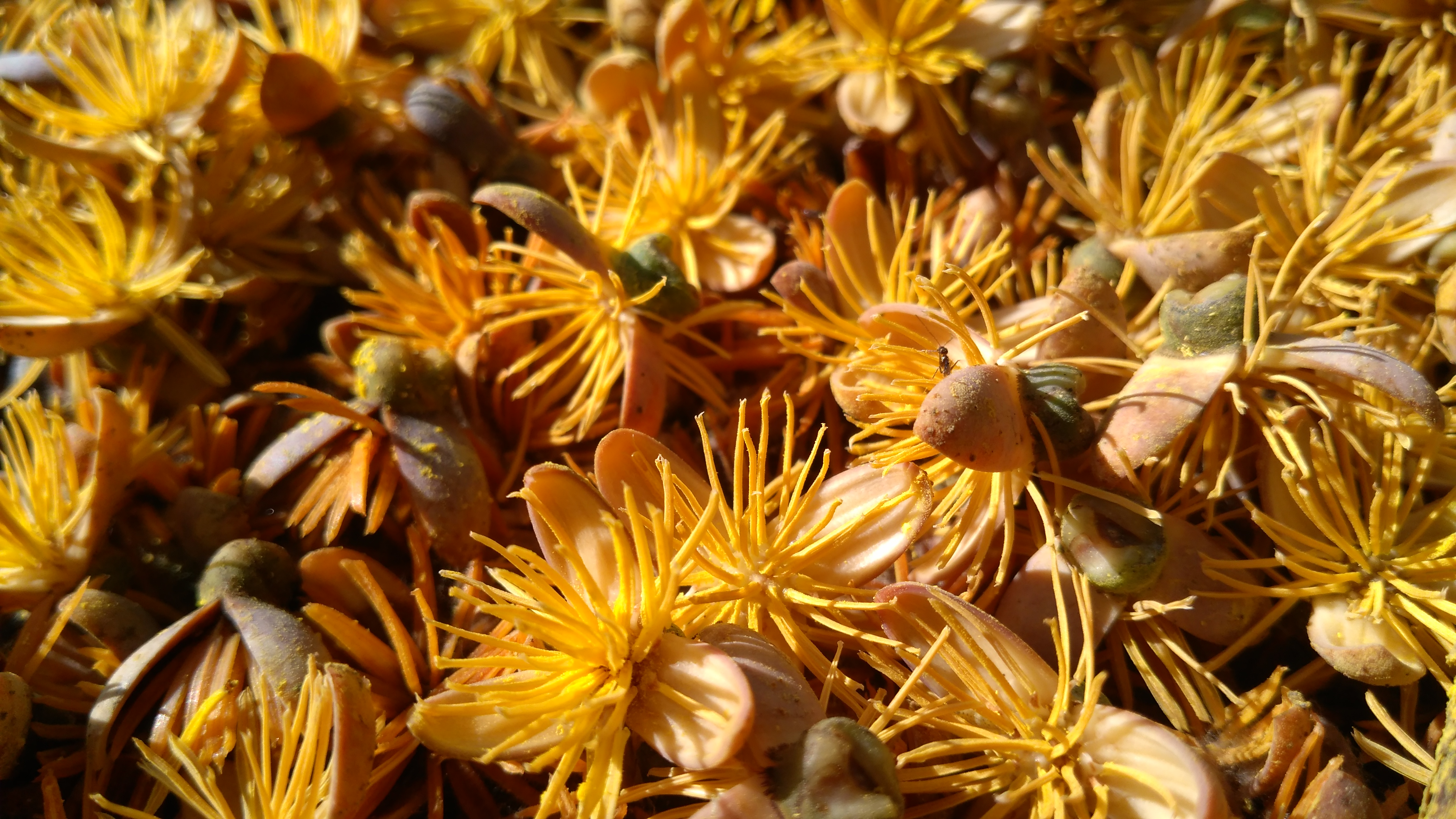
Detail samčích květů palichy žahavé
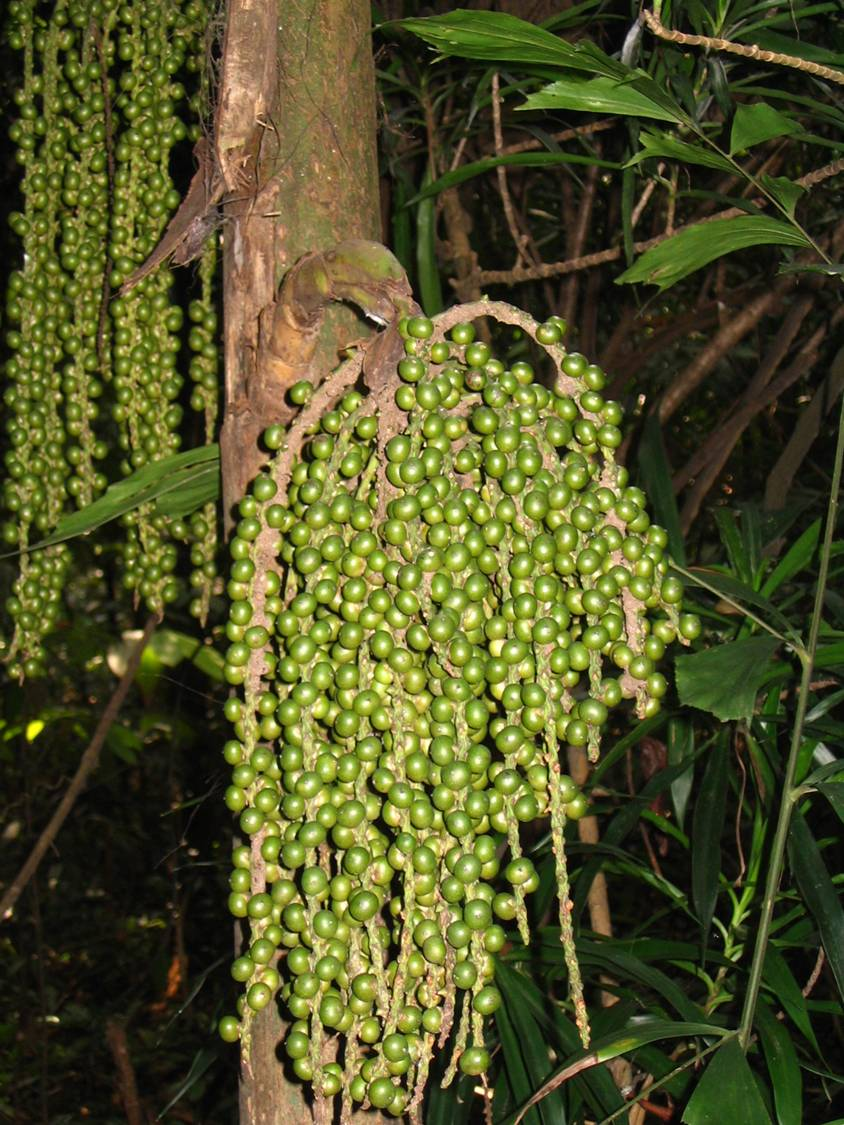
Mladé plodenství palichy jemné
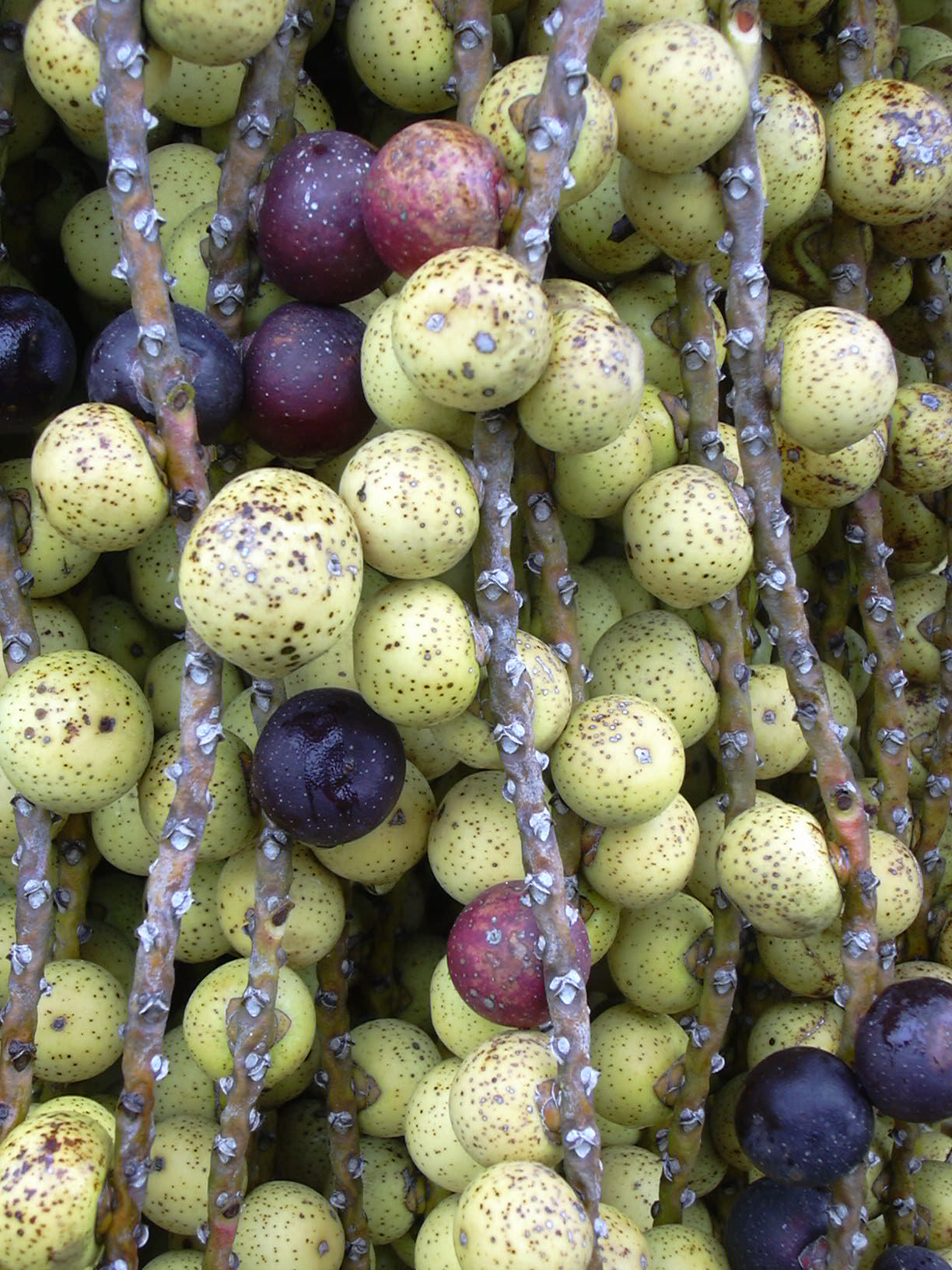
Plodenství palichy žahavé

## Rozšíření
Rod palicha zahrnuje 14 druhů. Je rozšířen v tropické Asii a Austrálii. Areál sahá od Indie a Srí Lanky přes Indočínu, jižní Čínu a jihovýchodní Asii po západní Tichomoří a severovýchodní Austrálii.
Většina druhů má relativně omezený areál rozšíření. Rod nemá výrazné centrum druhové diverzity, větší počet druhů roste v Indočíně, jižní Číně a jihovýchodní Asii.
Rozsáhlejší areál v tropické Asii má zejména palicha jemná (Caryota mitis) a druhy Caryota maxima a C. obtusa. V Austrálii roste jediný druh, endemická Caryota albertii.
Palichy se vyskytují v primárních i sekundárních vlhkých a monzunových tropických lesích od nížin do hor v nadmořských výškách do 2000 metrů.

## Ekologické interakce

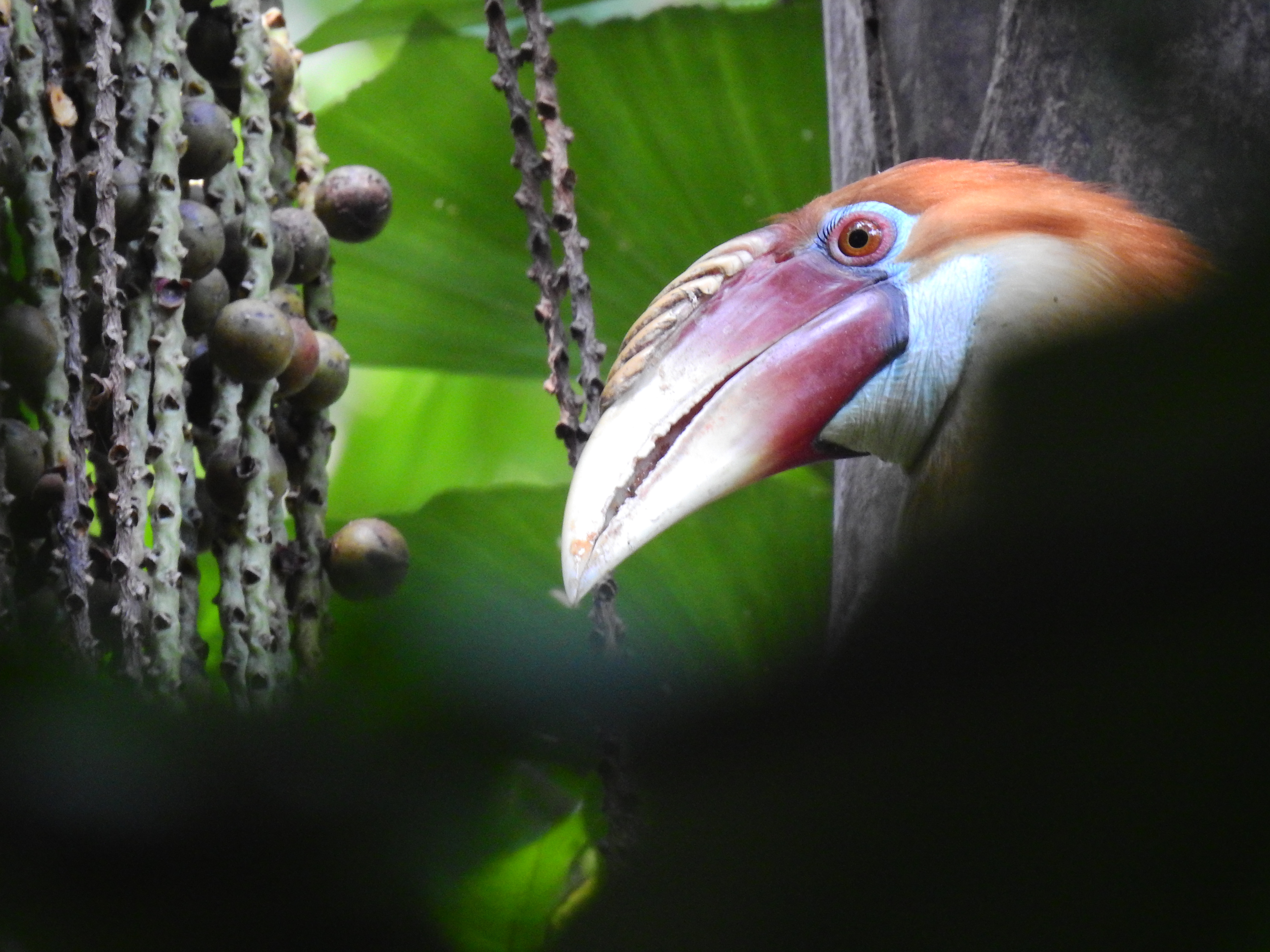
Zoborožec ostrovní (Rhyticeros narcondami) hodující na plodech palichy jemné

Rostliny jsou v podstatě monokarpické. Kmen roste po mnoho let do výšky a na vrcholu vytváří nové listy, pak se tvorba listů zastavuje a přichází několikaletá reprodukční fáze, v níž se postupně směrem od vrcholu k bázi kmene rozvíjejí květenství. Po dozrání posledních plodů celý kmen odumírá. U vícekmenných druhů (Caryota mitis, C. monostachya) odumírá vždy pouze ten kmen, který je aktuálně po odkvětu, zatímco ostatní pokračují v růstu.
Samoopylení je zabráněno tím, že pyl v prašnících dozrává v době, kdy blizny nejsou receptivní. Semena jsou šířena živočichy konzumujícími plody.
Palichy jsou živnými rostlinami housenek některých motýlů zejména z čeledi soumračníkovití (Erionota acroleucus, E. acroleucus, E. thrax, E. torus, Gangara thyrsis, Hidari irava, Pelopidas mathias, Plastingia naga, Suastus gremius) a babočkovití (Elymnias cottonis, Faunis canens, F. phaon, Thauria aliris) a některých drobných druhů můr. Žijí na nich rovněž červci druhu Crinitococcus palmae, puklice Coccus hesperidum a Eucalymnatus tessellatus, molice Aleurodicus dispersus a řada druhů štítenek (Diaspis boisduvalii, Parlatoria proteus, Abgrallaspis cyanophylli, Aspidiotus spinosus, Chrysomphalus aonidum).

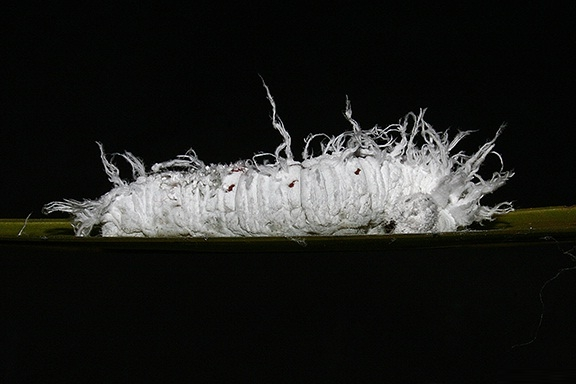
Housenka soumračníka Gangara thyrsis
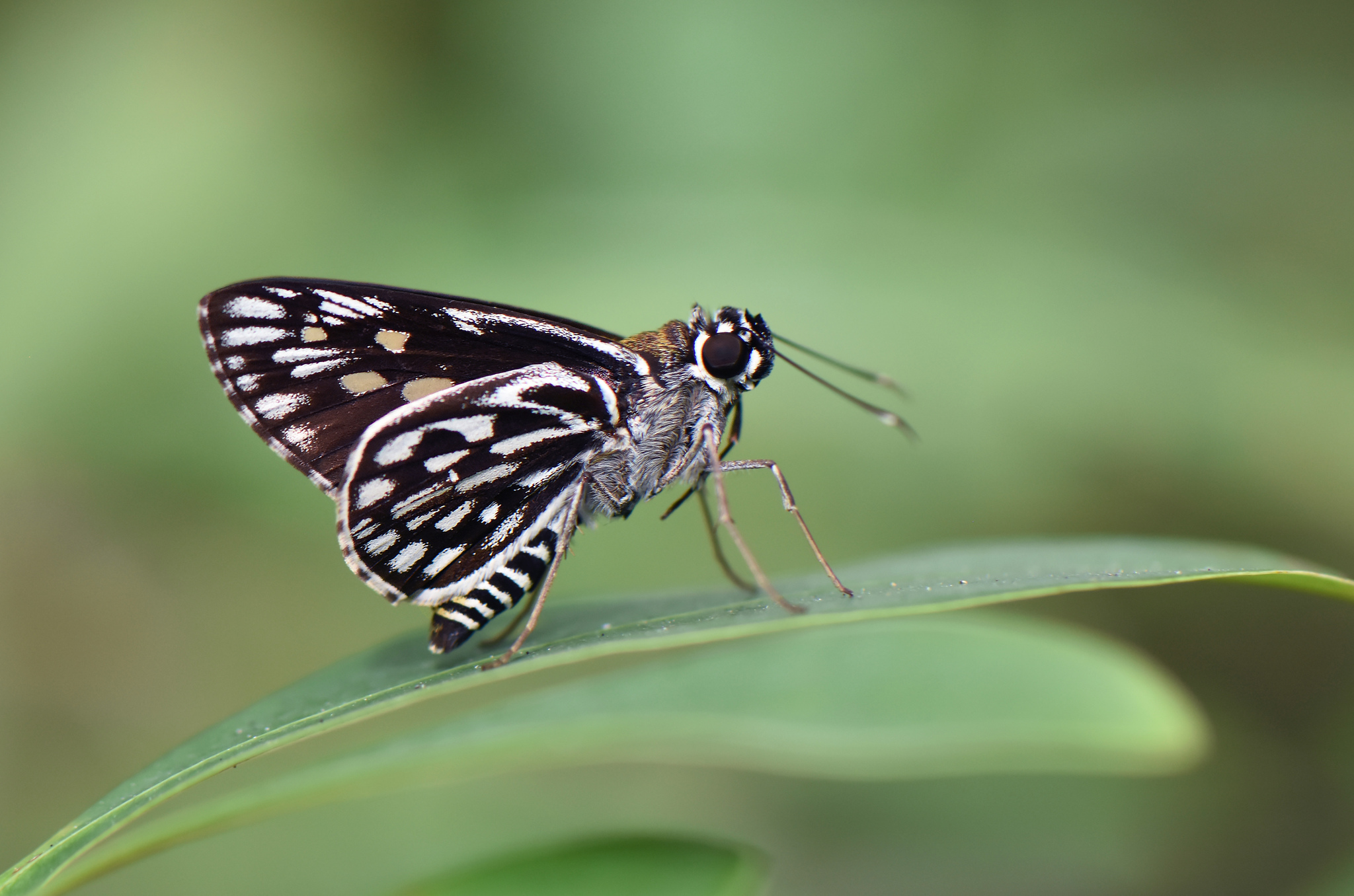
Soumračník Plastingia naga
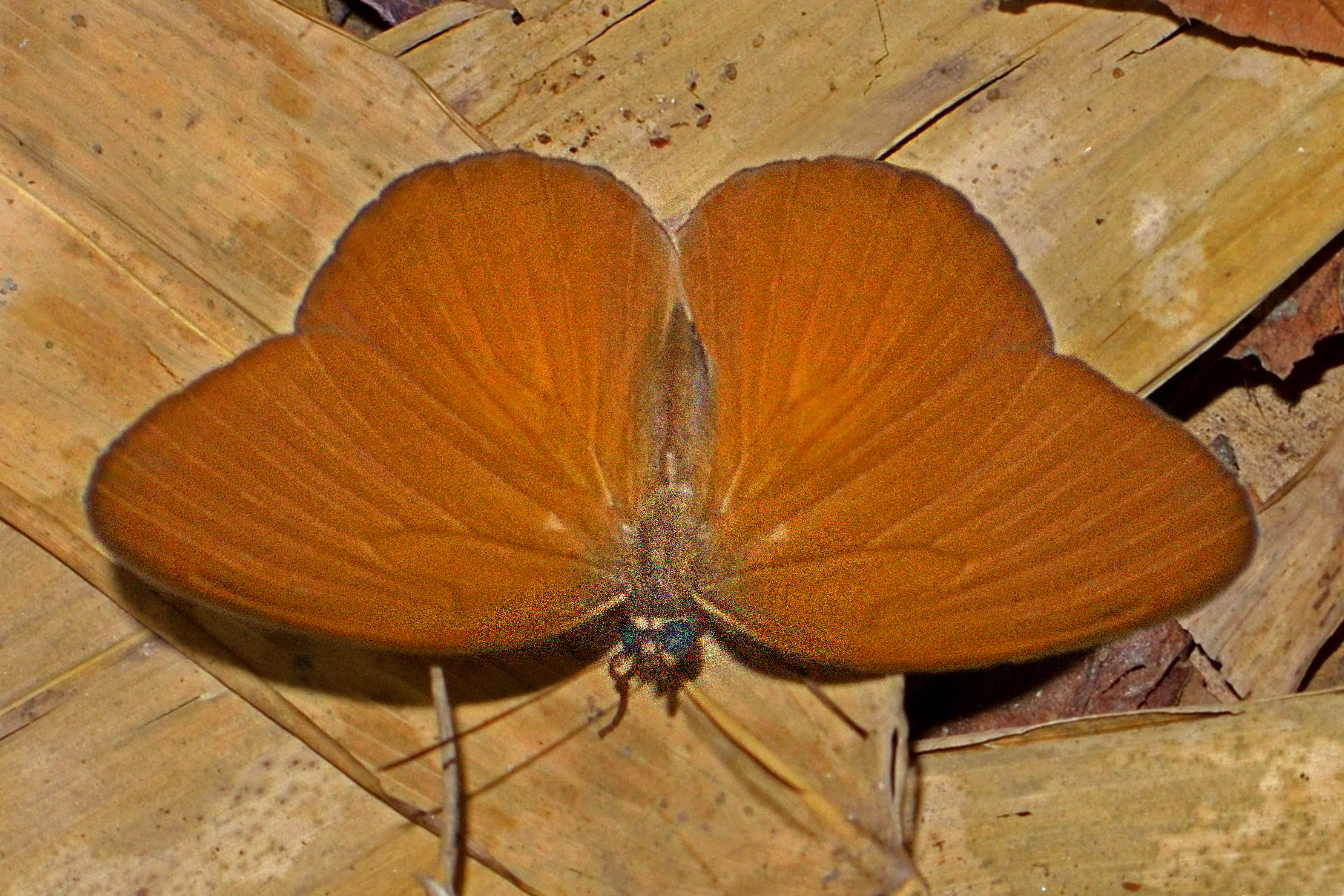
Babočkovitý motýl Faunis canens
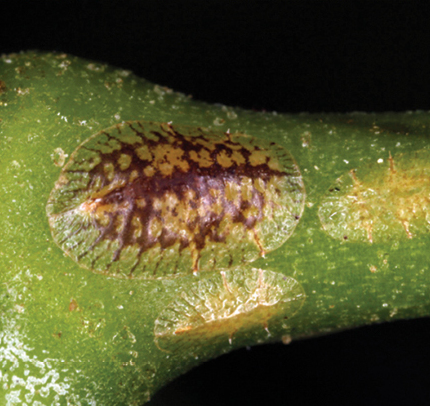
Puklice Coccus hesperidum

## Obsahové látky a jedovatost
Palichy obsahují v pletivech jehlicovité krystaly (rafidy) šťavelanu vápenatého a blíže neurčený toxin na bázi proteinu. Nejvíce těchto látek je koncentrováno v dužnině zralých plodů. Při jejich požití dochází k zánětlivé reakci, projevující se sliněním, pálením a otokem rtů a dutiny ústní, někdy nastupují i potíže s polykáním a mluvením, případně podráždění zažívacího traktu a zvracení. Příznaky většinou postupně i bez lékařské asistence odezní. Úlevu může přinést podávání chladného nápoje nebo nějakého demulgens. Při vážnějším podráždění trávicího traktu je zapotřebí vyhledat lékařské ošetření, které spočívá zejména v podání protizánětlivých prostředků. Obsažené šťavelany jsou nerozpustné ve vodě a po požití plodů proto nedochází k systémové otravě kyselinou šťavelovou jako v případě některých jiných rostlin. Kontakt šťávy s pokožkou může způsobit dermatitidu, rovněž v očích způsobuje pálení, zarudnutí a otok.

## Taxonomie
Rod Caryota je v rámci čeledi Arecaceae řazen do podčeledi Coryphoideae a tribu Caryoteae. Nejblíže příbuzné rody jsou Arenga (21 druhů v tropické Asii a Austrálii) a Wallichia (7 druhů v tropické Asii). Od všech ostatních palem se rod Caryota odlišuje dvakrát zpeřenými listy.

## Zástupci

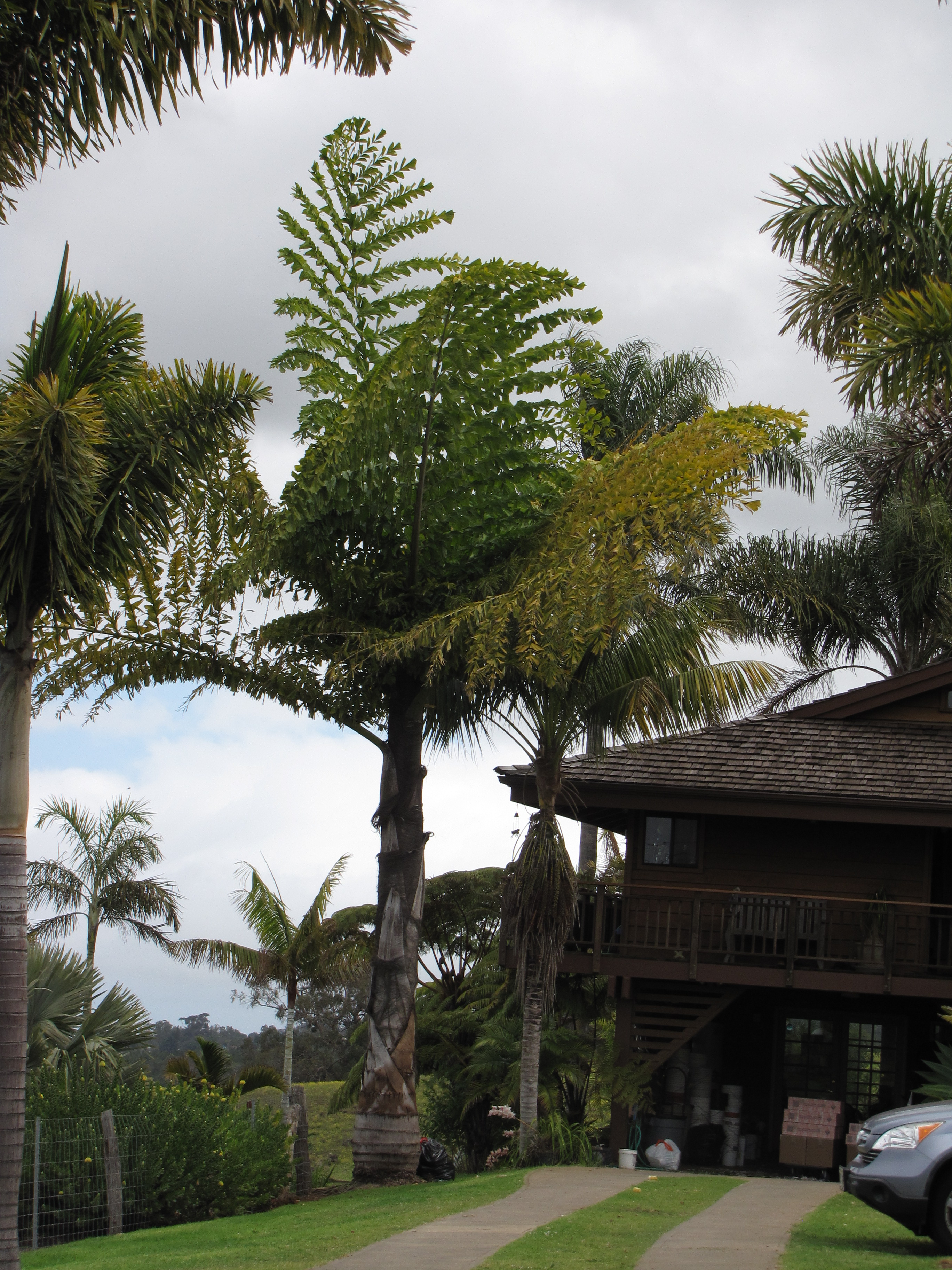
Caryota no jako okrasná rostlina na Havaji

- palicha jemná (Caryota mitis)
- palicha žahavá (Caryota urens)

## Význam
Všechny druhy palich mají větší či menší praktické využití. Vrchol kmene, tvořený válcem z listových pochev, poskytuje palmové zelí, které lze konzumovat syrové nebo vařené. Ze dřeně kmenů zejména robustnějších druhů je získáváno škrobnaté ságo. Dřevo palichy žahavé se používá ve stavebnictví. Vlákna z listových pochev jsou extrémně pevná a jsou využívána jako střešní krytina, k výrobě provazů a podobně. Z naříznutých mladých květenství je získávána šťáva, která je zdrojem cukru a slouží k přípravě palmového vína, octa a sirupu. Z jedné palichy žahavé lze získat asi 20 až 27 litrů šťávy denně. Rovněž plody jsou zkvašovány na víno.
V tropech se palichy poměrně často vysazují jako okrasné palmy. Mladé rostliny lze pěstovat i v přenosných nádobách. Lze se s nimi rovněž setkat ve sklenících řady českých botanických zahrad.